# Sigrid Banér
För adelsdamen och mormodern till kung Gustav Vasa, se Sigrid Eskilsdotter (Banér).

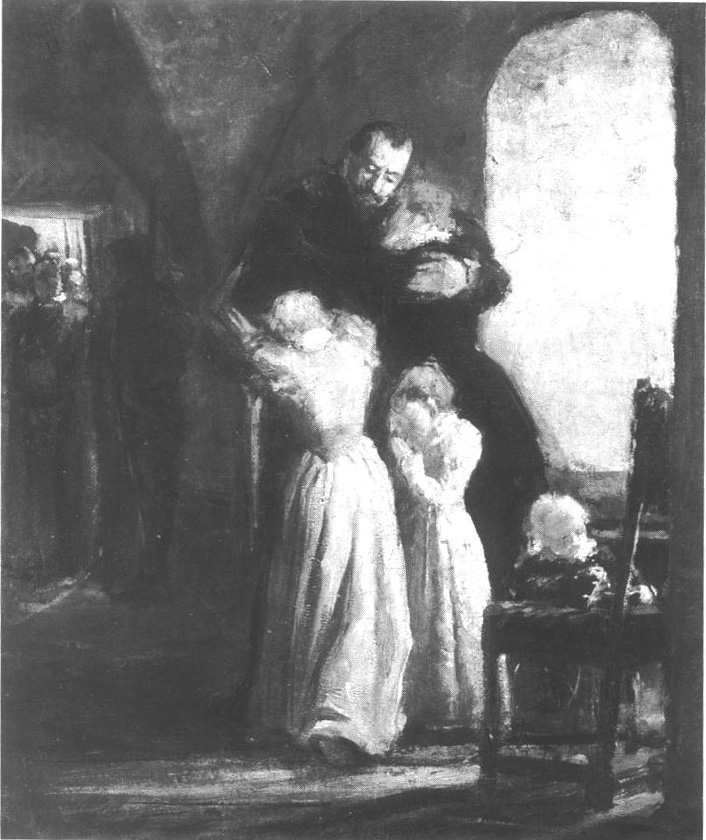
Hustrun och några av barnen i familjen Banér tar ett sista farväl av sin make och far Gustav Axelsson Banér inför verkställigheten av dödsdomen genom halshuggning på Linköpings torg år 1600. Händelsen återgiven på en målning av Fanny Brate.

Porträtt av Sigrids mor Kristina Sture i änkedräkt, målat 1626. Finns på Skoklosters slott.

Sigrid Banér, född 17 januari 1592 på Djursholms slott, död 22 oktober 1669, var en svensk stipendiegrundare, brevskrivare och författare. Hon är främst känd för de brev i vilka hon skildrar faderns sista tid i livet före avrättningen vid Linköpings blodbad år 1600.

## Biografi
Sigrid Banér var i tidsordning det sjätte överlevande barnet till Gustav Axelsson Banér och Kristina Sture (1559–1619) samt syster till bland andra Axel (1594–1642) och Johan Banér (1596–1641). Hon tillhörde den uradliga ätten Banér. Hon miste sin far vid åtta års ålder då han avrättades vid Linköpings blodbad år 1600. 
Hon bodde efter sin mors död 1619 hos sin äldre syster Anna Banér, gift med riksskattmästaren greve Gabriel Bengtsson Oxenstierna. Modern hade före sin död uttryckligen befallt Anna att ta hand om Sigrid, som var ogift. Efter Annas död 1656 slussades Sigrid runt mellan släktingarna. Det var det vanliga ödet för en ogift kvinna under denna tid, som fick leva på släktingars välgörenhet då hon inte kunde försörja sig själv, och utföra vad hon kunde i deras hushåll. Anna och hennes make Gabriel Bengtsson Oxenstierna avled båda 1656 och Sigrid tog mycket ansvar för deras kvarlevande barns och sina övriga syskonbarns uppfostran, fungerade som lärare och lärde dem läsa. 

### Verk
Sigrid Banér har beskrivits som "läsgirig" och ska ha sysslat med att forska om och skriva ned släktens historia och genealogi. Hon gjorde många egenhändiga anteckningar om sina förfäder och sina syskon, särskilt om sina bröders uppväxt, som har bevarats. Hon är främst känd för sin bevarade korrespondens. Sigrid Banér skildrar i ett brev till systern Anna Banér fadern Gustav Banérs sista stunder med modern Kristina Sture före avrättningen på torget i Linköping 20 mars 1600.
År 1653 skänkte hon två frälsehemman avsedda som ett stipendium åt teologie studerande vid Uppsala akademi.

## Eftermäle
Jungfrugatan i Stockholm, där hon var tomtägare, ska ha fått sitt namn efter henne. Banérgatan på Östermalm i Stockholm har fått sitt namn efter Sigrids bror, fältmarskalken Johan Banér. Släkten Banér har också lokal anknytning. Flera söner till deras avrättade far Gustav Banér ägde tomter inom stadsdelen på 1600-talet, i trakten kring Humlegården och Östermalmstorg. Sigrid Banér är med all sannolikhet den "högvälborna jungfrun", som gett anledning till namnet Jungfrugatan. Hon var en adlig (därav "Högvälboren") och ogift (därav "jungfru") kvinna. Året före sin död, 1668, omtalas hon som tomtägare i kvarteret Jungfrun, mellan Jungfrugatan och Sibyllegatan respektive Linnégatan och Kommendörsgatan. Nära torget och kyrkan låg "Wälb. Jungfru Sigrid Banérs trägårdh". Sigrid ägde också denna trädgård som låg närmare torget och kyrkan. Trädgården omnämns 1725 såsom "Stora Trädgården fordom Jungfru Trädgården kallad". Intill gatan omtalas på 1700-talet kvarnarna Lilla Jungfrun och Stora Jungfrun.